# 知られていると知られていることがある

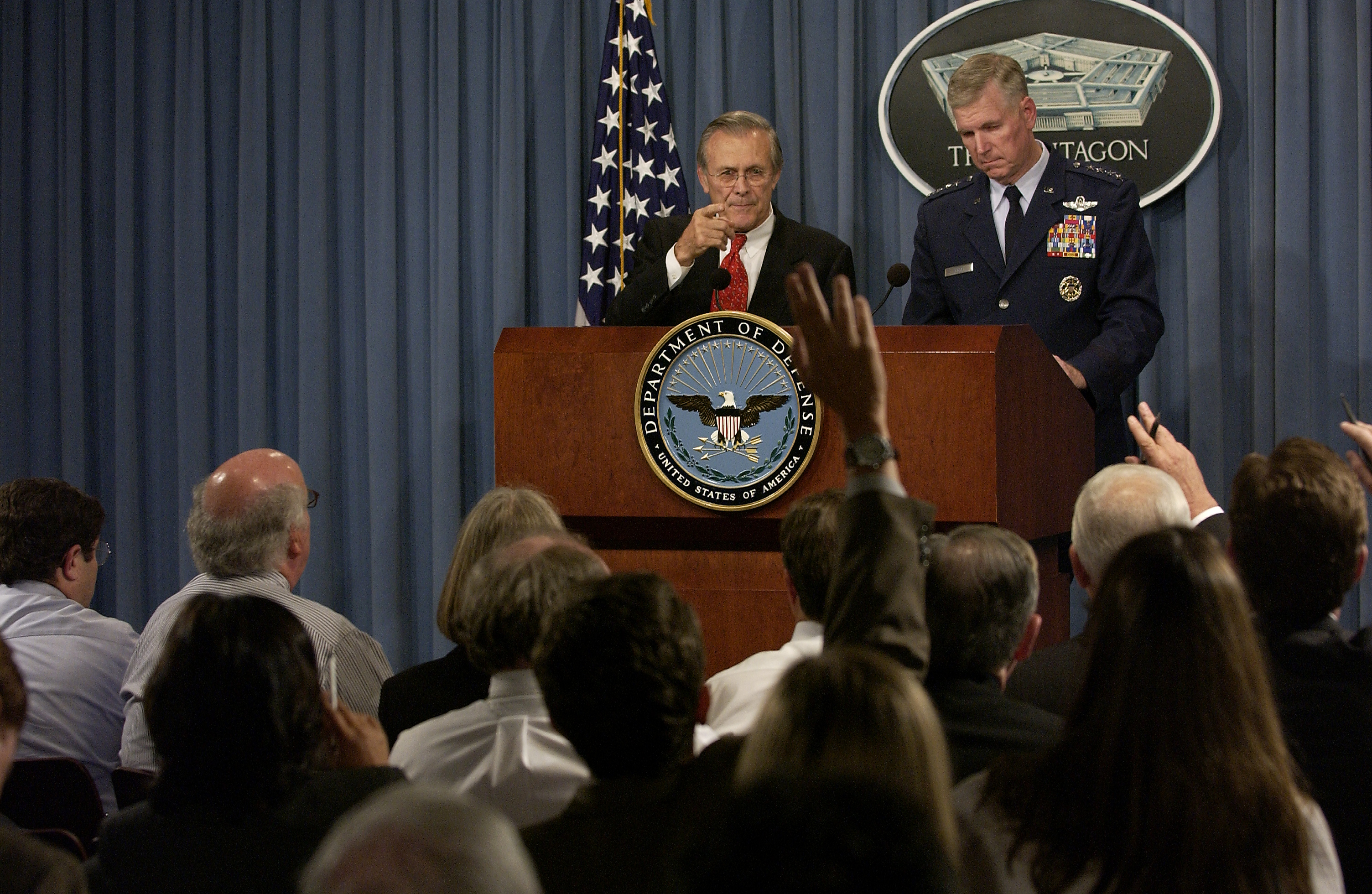
2002年2月にペンタゴンで記者会見に答えるラムズフェルド

知られていると知られていることがある（しられているとしられていることがある、英語: There are known knowns）は、イラク政府がテロリスト集団に大量破壊兵器を提供している証拠がないことを記者会見でとがめられた、2002年2月当時のアメリカ国務長官ドナルド・ラムズフェルドによる返答ないし論法として知られる。

## 発言
「何かがなかったという報告は、いつ聞いても面白い。知ってのとおり、知られていると知られていること、つまり知っていると知っていることがあるからだ。知られていないと知られていることがあることも我々は知っている。言ってみれば、我々は知らない何かがあるということを知っている。しかし、知られていないと知られていないこと、つまり、我々が知らないと知らないこともある」
"Reports that say something hasn't happened are always interesting to me, because as we know, there are known knowns; there are things we know we know. We also know there are known unknowns; that is to say we know there are some things we do not know. But there are also unknown unknowns – the ones we don't know we don't know." 
ラムズフェルドのこの発言は物議を醸した。アカデミー賞監督のエロル・モリスはこの発言をタイトルに借用したラムズフェルドのドキュメンタリー映画『ザ・アンノウン・ノウン』を製作している。

## 原型
このフレーズは、ドナルド・ラムズフェルドを語るうえで欠かせないものにすらなった。しかしアメリカの国防を担う情報機関の職員は、もともとブラインド・セルフやアンノウン・セルフを理論化した「ジョハリの窓」とよばれるコミュニケーション・モデルを常套的に用いている。ラムズフェルドの「知らないと知らないこと」(unknown unknowns)は、そもそもジョゼフ・ラフトとハリントン・インガムという2人のアメリカ人心理学者が、ジョハリの窓のモデルを研究するなかで1955年に生みだしたアイデアである。2人はこれを、自分のことを客観視して他者との関係を理解することに役立つテクニックとして提唱した。このコミュニケーション・モデルは、NASAでも一般的に使用されていた。ラムズフェルド自身が、自伝において、あの返答はNASAの長官であったウィリアム・グラハムからの引用だったと回想している通りである。ゴダード宇宙飛行センターに当時データ・サイエンティストとして勤務していた天体物理学者のカーク・ボーンは、ラムズフェルドが件の発言を行う数日前に、自分が国土安全保障再編計画オフィスの職員との会話で「知らないと知らないこと」というフレーズを使っていたと証言している。ボーンは、この言葉がラムズフェルドをはじめ国防総省の幹部にまで浸透していたのではないかと推測している。

## 受容
ラムズフェルドの発言が報道された当時は、ナンセンスな失言であり「ポエム」とも揶揄されていた。しかしオーストラリアの経済学者ジョン・クイギンは「曲解されているかもしれないが、基本的な考え方としては妥当であり大事なことだ」と書いており、カナダのコラムニスト、マーク・ステインも「きわめて複雑な問題を鮮やかに蒸留してみせた」とラムズフェルドを擁護している。
哲学者のスラヴォイ・ジジェクは、ラムズフェルドが挙げた「知っている」「知っていない」の組み合わせ3種よりもはるかに重要なのが、第4の組み合わせ「知っていると知らないこと」なのだとしている。これはつまり、人は既知のことであっても意識的にそれを知っていると認めることを拒絶する、ということである。「ラムズフェルドは、イラク政府と対決するにあたって最大の危険が『知らないと知らないこと』、つまりサダム・フセインの脅威の内実について疑うことすらできないことだと考えていたのかもしれない。しかしアブグレイブの醜聞が明らかにしたのは、危険はまず『知っていると知らないこと』にあるということだ。つまり我々は信じたことや仮定したこと、わいせつな行為を否認するものだし、たとえそれが現代の社会的価値の基調をなしているものであっても、我々は何も知らないかのようにふるまうのである」。
ドイツ人の社会学者ダースとケスラーは、政治における認知フレームは「知っていること、知らないこと、知ることのできないこと」の三者間の関係によって決まるが、ラムズフェルドはそこから「知りたくないこと」を省略しただけだと述べ、ラムズフェルドの基本的な考え方を支持している。
このフレーズはリスク・アセスメントを扱った複数の書籍に引用されている。「知らないと知られていること」や「知らないと知らないこと」は、その後プロジェクトマネジメント業界のジャーゴンともなった。つまり、「知らないと知られていること」は「飛行機がキャンセルになるかも…というような、想定内のリスク」という意味であり、「知らないと知らないこと」は「世界からはみ出た絶対的に起こりえない状況によるリスク。例えば、コンピューターの発明以前に、タイプライターのメーカーはおそらく自分たちのビジネスのリスクについては予見できない」といった意味である。
ラムズフェルドは、後に自伝である『真珠湾からバグダッドへ』（原題：Known and Unknown）を出版している。エロル・モリスはラムズフェルドの伝記的なドキュメンタリー映画『アンノウン・ノウン』を撮影している。